# Serreta de la Mina
La Serreta de la Mina és una serra de la part occidental del terme municipal de Sarroca de Bellera, al Pallars Jussà. El seu extrem oest, el Tuc del Muntanyó, és al límit amb el terme municipal de la Vall de Boí, de l'Alta Ribagorça.
Pertany a l'antic terme de Benés, de l'Alta Ribagorça, agregat el 1970 al terme pallarès de Sarroca de Bellera.